# Ventisquero de la Condesa

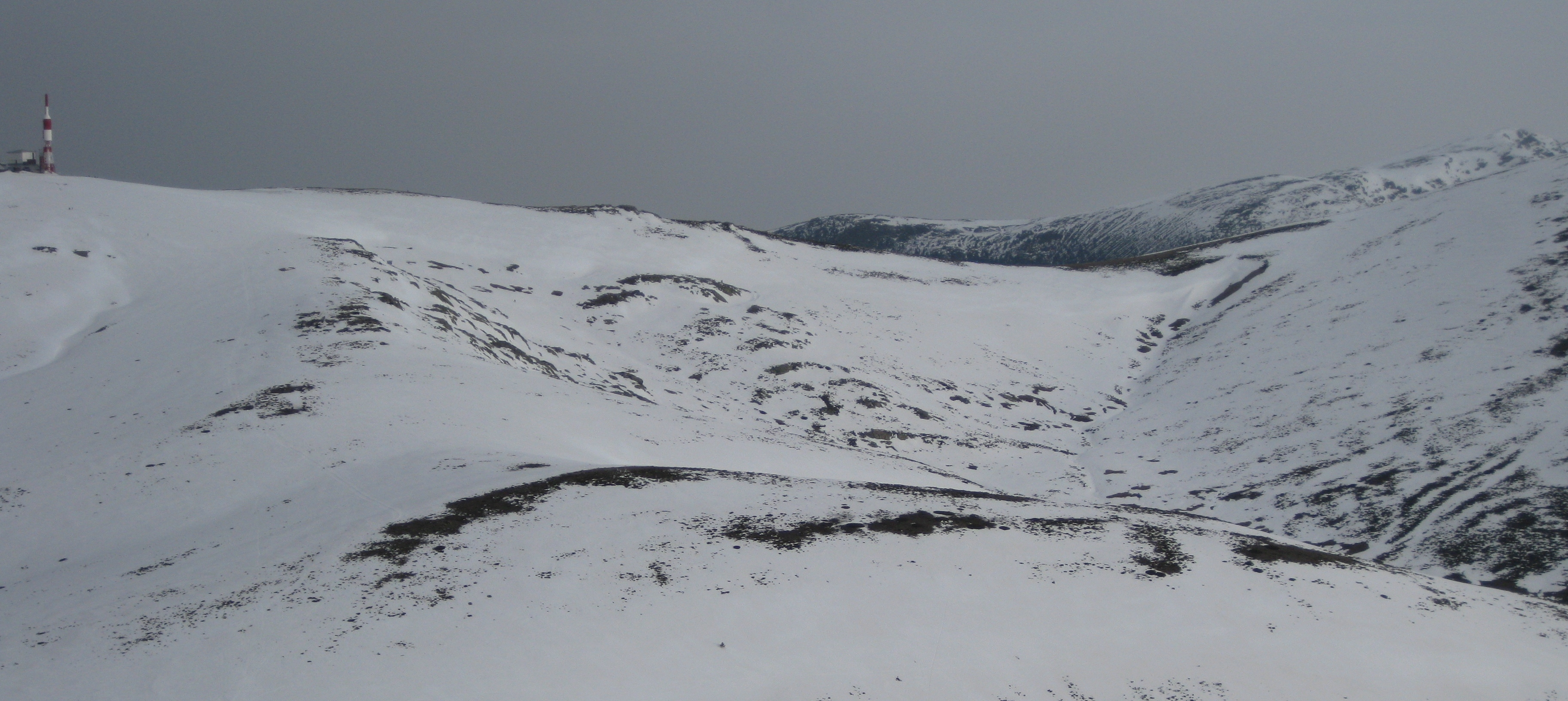
Ventisquero de la Condesa in der Bildmitte, links La Bola del mundo (2.265 m) und rechts im Hintergrund Peñalara (2.428 m)

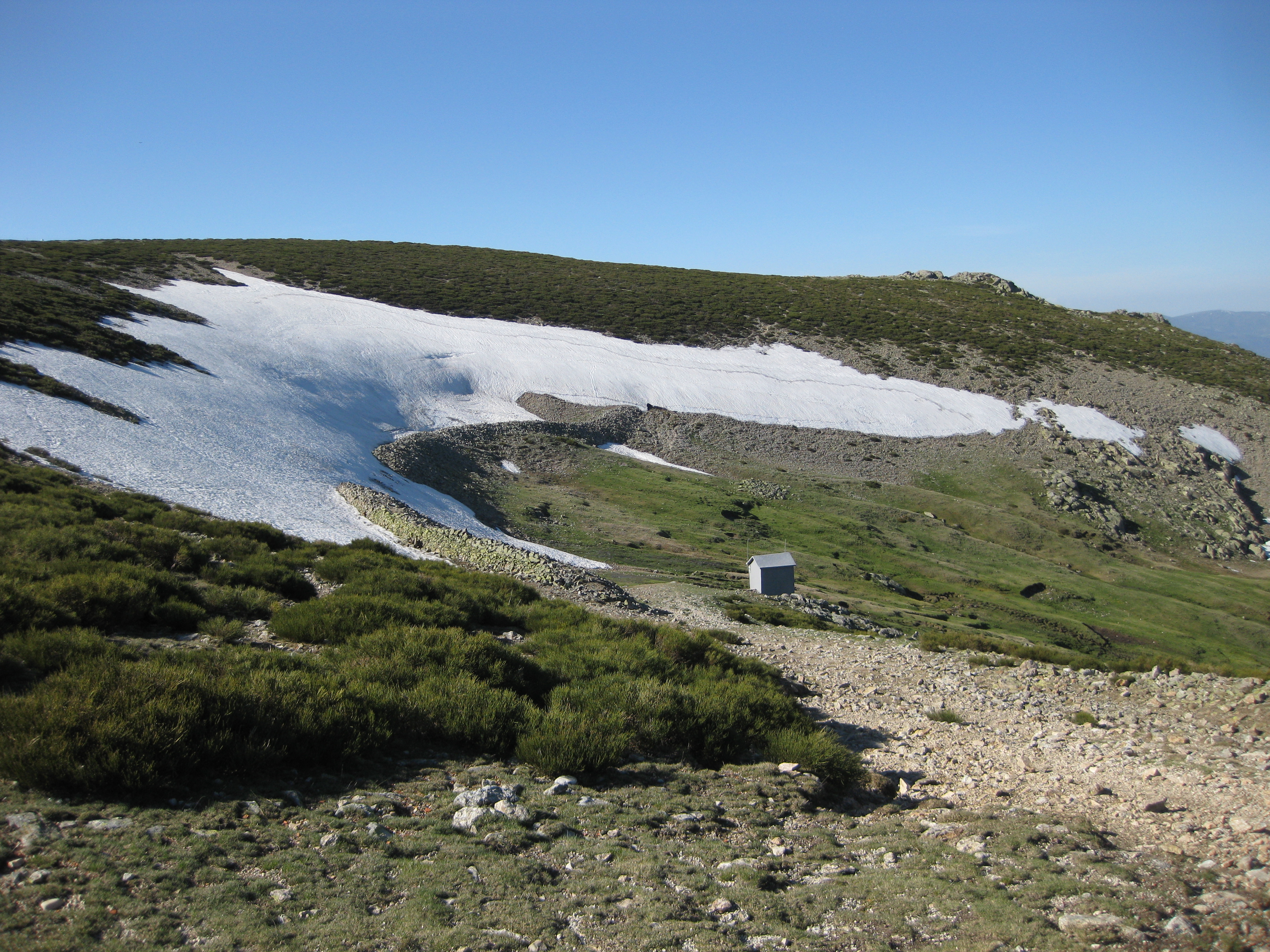
Vergrößerte Ansicht des Schneefeldes Anfang Mai, das Quellgebiet des Rio Manzanares ist deutlich erkennbar

Der Ventisquero de la Condesa ist ein Schneefeld in der Sierra de Guadarrama (Spanien).
Er befindet sich auf ungefähr 2.000 msnm an der Ostseite der Bola del Mundo (2.265 m), im äußersten Nordosten der Comunidad de Madrid, innerhalb der Samtgemeinde Manzanares el Real. Dieses Schneefeld ist einer der wichtigsten Schneespeicher während der trockenen Sommermonate und bildet das Quellgebiet des Rio Manzanares.

## Namensgebung
Der Ventisquero de la Condesa verdankt seinen Namen der Gräfin des königlichen Manzanares, Francisca de Silva y Mendoza, Marquesa de Santillana. Davor wurde er „Ventisquero de las Guarramillas“ genannt, in Anlehnung an den Alto de las Guarramillas, welcher umgangssprachlich eher als Bola del Mundo bekannt ist.
Mit dem Begriff ventisquero werden in den mediterranen Bergen der Iberischen Halbinsel jene Schneefelder bezeichnet, welche sich im Sonnenschatten der Gipfel befinden. Sie speichern nicht nur den Schnee der gefallenen Niederschläge, sondern ihnen werden durch Unwetter, Wind und Schneestürme weitere Schneemassen zugeführt.

## Geschichte
Dieses Schneefeld wurde ab dem 17. Jahrhundert und bis zum Ende des 19. Jahrhunderts, neben weiteren der Cuerda Larga, intensiv ausgebeutet. Der Transport der Schneemassen erfolgte ab Mai bis in den Sommer hinein mit Eselsgespannen bis nach Madrid. Der Schnee diente dazu Lebensmittel kühl zu halten und Getränke zu erfrischen. Durch den Bau einer Retentionsmauer aus Stein wurde die Speicherkapazität des Schneefeldes optimiert.

### Dimensionen
Das Schneefeld des Ventisquero de la Condesa ist neben dem des Valdemartin das wichtigste an den Südhängen der Sierra de Guadarrama. Auf einem leicht geneigten Abhang aus verwittertem Granitschutt, wölbt er sich auf ungefähr 5,3 ha bandförmig über 625 m Länge und 80 m Breite aus.
Er repräsentiert 1,06 Prozent der gesamten Schneefelder der Sierra de Guadarrama, die sich auf insgesamt 500 ha verteilen. Alle befinden sich auf über 1.900 m Höhe.

### Hydrographie
In der Nähe des Ventisquero de la Condesa gibt es mehrere Quellen, die den Ursprung des Río Manzanares bilden, der die gesamte Comunidad de Madrid über insgesamt 92 km durchfließt. Das übergeordnete Flusseinzugsgebiet ist das des Tajo, welchem der Manzanares durch den Jarama zufließt.
Das Gebiet zeichnet sich gewöhnlich im Winter durch eine mächtige und geschlossene Schneedecke aus, die sich bis in den Frühlingsanfang hinein hält. Während der Schneeschmelze steigt die Wasserführung des Río Manzanares beträchtlich.

### Klima
Die Jahresdurchschnittstemperatur des Ventisquero de la Condesa beträgt 5,0 °C (Jahre 1951–2000) mit einem mittleren jährlichen Niederschlagsaufkommen von 1.400 mm und 150 Niederschlagstagen, von welchen an der Hälfte der Tage Schneefall registriert wird.
Das Schneefeld hält sich gewöhnlich zwischen 180 und 250 Tagen im Jahr. Zwischen 1996 und 2004 betrug die mittlere Schneeüberdeckung 209 Tage.
Nicht auf der gesamten Oberfläche des Ventisquero hält sich der Schnee gleich lange. In 23,5 Prozent der Fläche, liegt der Schnee zwischen 180 und 200 Tagen; in 44,3 Prozent, zwischen 200 und 220 Tagen; in 23,2 Prozent, zwischen 220 und 240; und in den restlichen 9 Prozent, zwischen 240 und 250 Tagen.

### Vegetation
Die weiträumige Ausbreitung der Schneemassen im Ventisquero de la Condesa erlaubt auf ca. 33 % der Fläche die Existenz kleiner Pflanzen die während oder kurz nach der Schneeschmelze blühen.
Es wurden insgesamt 28 Pflanzenarten katalogisiert.